# François Payot de Lignières
François Payot de Lignières est un poète satirique français né vers 1626-1628 et mort en 1704. Son athéisme lui a valu le surnom d'« Athée de Senlis ».
François Payot de Lignières naît à Paris, ou Senlis,  en 1626 ou 1628. Il est issu d'une famille de magistrats. Il  est connu pour ses succès féminins et mène à Paris une vie de débauché. Il aurait initié Antoinette Des Houlières à la poésie. Il est possible que cette réputation soit surfaite, car on attribue souvent au poète Jean Hesnault cette formation. Cependant, il est clair que les deux personnages se connaissaient puisque Mme Deshoulières fait de lui un portrait peu flatteur en 1658, le traitant de personnage malicieux et volage, aimant la satire et la raillerie. Lignières, quant à lui, lui a dédié trois Portraits.
Doué d'une plume incisive, il a critiqué de manière acide un certain nombre de ses contemporains, récoltant en retour des inimitiés tenaces. Il s'est ainsi attaqué à Jean Chapelain qui avait mis en doute ses qualités de poète. Il s'est également fâché avec Nicolas Boileau après avoir critiqué son Passage du Rhin. La légende veut que, s'étant moqué d'un certain monsieur Michel, conseiller à la cour des aides, il se soit fait méchamment rosser par ce dernier.
Son athéisme légendaire lui vaut le surnom d'« Athée de Senlis » et Boileau-Despréaux dit de lui qu'il n'avait d'esprit que contre Dieu.
Il meurt, endetté, à Senlis en 1704.
Edmond Rostand, dans sa pièce Cyrano de Bergerac, en fait un ami de Cyrano à l'origine du combat que celui-ci mène contre une troupe de spadassins engagés par de Guiche pour assassiner Lignière.

## Œuvres
Lignières ne s'est pas préoccupé de publier ses œuvres ou de les réunir en recueil. On lui doit de nombreux épigrammes, des portraits, quelques stances, sonnets et madrigaux. Parmi les contemporains qu'il a épinglés, on peut citer Jean Chapelain, Jacques Vallée Des Barreaux, Jean de La Fontaine, Valentin Conrart, Nicolas Boileau.